# Пам'ятник Юрію Горлісу-Горському
Пам'ятник Юрію Горлісу-Горському відкритий 9 жовтня 2010 року в селі Мельники Чигиринського району Черкаської області. Збудований за ініціативою і за кошти благодійника Володимира Сапи. Пам'ятник став шостим монументом борцям за Самостійну Україну в Мельниках.

## Опис
Пам'ятник має вигляд розгорнутої книжки з вирізьбленим портретом автора. Нижче — напис: "Юрій Горліс-Горський (Городянин-Лісовський), старшина Армії УНР, автор роману «Холодний Яр». Ще нижче — козацька шабля і гілочка калини. На окремому камені напис: «Холодний Яр живий, він знає, хто свій, а хто ворог». Це одна з цитат роману, який виховав у Галичині десятки й сотні тисяч діяльних романтиків.

## Розміщення
Пам'ятник споруджено в центрі села, поруч з монументом Холодноярським героям, на місці, де колись стояла церква Святої Покрови, де не раз бував Юрій разом з побратимами — старшинами та козаками полку гайдамаків Холодного Яру.

## Відкриття
На урочистому мітингу з нагоди відкриття пам'ятника були присутні депутати Левко Лук'яненко і Тарас Стецьків, письменники Роман Коваль і Василь Шкляр, бандурист Тарас Силенко, скульптор Віктор Крючков і багато інших відомих людей.
На відкриття пам'ятника Юрію Горлісу-Горському приїхала делегація зі Львова, яку очолив Богдан Винниченко, голова секретаріату Всеукраїнського об'єднання ветеранів Львівщини.